# (6903) 1989 XM
(6903) 1989 XM là một tiểu hành tinh vành đai chính. Nó được phát hiện bởi Yoshiaki Oshima ở Gekko Observatory ở Shizuoka Prefecture, Nhật Bản, ngày 2 tháng 12 năm 1989.